# Jeanine Mason
Pour les articles homonymes, voir Mason.
Jeanine Mason, est une actrice et danseuse américaine, née le 14 janvier 1991 à Miami (Floride).
Sa carrière d'actrice a commencé après avoir remporté la 5e saison de l'émission de télévision américaine Tu crois que tu sais danser, diffusée sur le réseau Fox aux États-Unis. Elle est devenue la première Cubano-Américaine à gagner cette compétition.
Elle est connue pour son rôle du Dr Sam Bello dans la série télévisée américaine Grey's Anatomy lors de la saison 14 ainsi que celui de Liz Ortecho dans la série Roswell, New Mexico, reboot de la série télévisée Roswell, diffusée depuis le 15 janvier 2019 sur The CW.

## Biographie

### Familles et études
Jeanine Marie Mason est née le 14 janvier 1991 à Miami dans l'état de la Floride. Ses deux parents sont d'origine cubaine. Elle grandit à Pinecrest dans une famille orientée vers la danse avec sa sœur, Alexis Mason.
Elle commence sa formation de danse à l'âge de trois ans en danse classique et flamenco, et continue à étudier la danse jazz, l'acrobatie, le hip-hop, la danse moderne et la danse contemporaine. Elle commence ses études de théâtre à l'âge de 11 ans avec des productions scolaires.
Ensuite, elle déménage à Los Angeles où elle poursuit des études de théâtre, tout en restant concentrée sur le cinéma et la télévision au Michael Woolson (en) Studio.
Elle est diplômée de l'Université de Californie à Los Angeles au printemps 2014.

### Tu crois que tu sais danser
À l'âge de 18 ans, elle participe à la cinquième saison de l'émission Tu crois que tu sais danser (So you Think you can Dance), devenant ainsi la plus jeune gagnante de l'histoire de la compétition sur les autres concurrents Brandon Bryant, Kayla Radomski, et Evan Kasprzak. Durant les cinq premières semaines de la compétition (Top 20-Top 12), elle danse avec Phillip Chbeeb. Au cours de la sixième semaine (Top 10), elle danse le contemporain chorégraphié par Travis Wall et danse avec Jason Glover. Plus tard, elle danse également avec Brandon Bryant, Ade Obayomi, Evan Kasprzak et Kayla Radomski.
Au cours de l'automne 2009, elle fait une tournée aux États-Unis avec le top 12 des danseurs de So You Think You Can Dance.

### Danse
Elle joue le 29 novembre 2009, à Dizzy Feet Gala à Los Angeles, en Californie, au Kodak Theater. Elle et Jason Glover ont effectué la pièce contemporaine, If It Kills Me, chorégraphié par Travis Mur, qui à l'origine avait effectué le Top 10 semaine sur SYTYCD. Jason décrit Jeanine comme « unique » et déclare : « vous ne trouverez pas des danseuse comme elle. Elle a de belles lignes, est funky et charismatique, et a tellement la vie sur scène. Non seulement fait-il que dans son mouvement, mais aussi sur son visage. Jeanine est une artiste brillante et une de mes personnes préférées à regarder — et pas seulement dans notre groupe, mais de tout danseur que j'ai vu, de Gregory Hines à Gene Kelly ».
Le 9 novembre 2010, elle interprète une danse de salon contemporaine avec Mark Ballas sur «Ordinary People» de John Legend dans l'émission télévisée Dancing With the Stars.
Sa sœur, Alexis, également auditionnée pour la huitième saison de So you Think you can Dance, s'est rendue aux dernières performances solo avant le Top 20 à Las Vegas.

### Carrière d'actrice
Peu de temps après la fin de Tu crois que tu sais danser, sa carrière à l'écran commence lorsqu'elle joue dans l'épisode d'Halloween de la sitcom américaine a grand succès de Nickelodeon, Big Time Rush. À partir de là, elle apparaît dans The Bling Ring, Les Experts, The Fresh Beat Band et Hollywood Heights avant de décrocher le rôle récurrent de Cozzette sur ABC Family's Bunheads. Elle obtient également des rôles dans Major Crimes et La Vie secrète d'une ado ordinaire ainsi que plusieurs petits projets indépendants.
Elle obtient le rôle récurrent du Dr Sam Bello dans la série télévisée américaine Grey's Anatomy lors de la saison 14, diffusée sur ABC aux États-Unis,.
Elle obtient l'un des rôles principaux dans la série Roswell, New Mexico, reboot de la série télévisée Roswell, adaptée par Jason Katims entre 1999 et 2002, aux côtés de Nathan Parsons (Bunheads), Michael Vlamis, Tyler Blackburn et Michael Trevino. Elle y incarne Liz Ortecho interprété par Shiri Appleby dans la série originale. La série développée par Julie Plec est diffusée depuis le 15 janvier 2019 sur The CW,.

### Vie privée
Elle a été en couple avec l'acteur Beau Mirchoff de 2011 à 2016,.

## Filmographie

### Cinéma
- 2012 : ¡Understudy! : Clara Klein (Court-métrage)
- 2014 : Default : Marcela
- 2016 : El Empantanado (The Muddy) : Heili
- 2016 : E.S.L. : Lucia
- 2017 : Waffles : Gina
- 2017 : Traquées (The Archer) de Valerie Weiss : Rebecca Rosinsky
- 2019 : Made Public : Sydney
- 2020 : C'est Noël chez nous (Christmas on the Square) : Felicity Sorenson

### Télévision

#### Téléfilms
- 2011 : The The Bling Ring : Bosso
- 2013 : Hot Mess : Savannah
- 2014 : Delirium : Hana Tate
- 2015 : Studio City : Zoe
- 2015 : Take It from Us : Heather
- 2017 : Searchers : Juniper

#### Séries télévisées
- 2010 : Big Time Rush : Muffy (Episode: "Big Time Halloween")
- 2011 : The Fresh Beat Band : Amy : Episode: "Step It Up"
- 2011 : Les Experts : Gween Seligson (Episode: "Brain Doe")
- 2012 : Hollywood Heights : Natalie (2 épisodes)
- 2013 : Bunheads : Cozzette (7 épisodes)
- 2013 : La vie secrète d'une ado ordinaire : Bebe (Episode: "Money for Nothin'")
- 2013 : Major Crimes : Heather (Episode: "Jailbait")
- 2014 : Awkward : Shayne (Episode: "Prison Breaks")
- 2014 : You're the Worst : Dana (Episode: "Equally Dead Inside")
- 2014 : NCIS : Los Angeles : Bonnie Flores (Episode: "The Grey Man")
- 2016 : Of Kings and Prophets : Merav (Rôle principal, 9 épisodes)
- 2017 : Daytime Divas : Nick (2 épisodes)
- 2017 : Ride Overshare : Natalie
- 2017 : Esprits Criminels : Helen Pierce (Épisode: "To a Better Placer")
- 2017-2018 : Grey's Anatomy : Dr Sam Bello (Rôle récurrent, 12 épisodes)
- 2019-2022 : Roswell, New Mexico : Liz Ortecho (rôle principal)
- 2023 : Upload : Karina Silva (Rôle récurrent)

## Récompenses
- 2005 : 1ère Place au classement Général Score Élevé Teen Solo American Dance Awards
- 2005 : Adolescents de l'Élite Danseur et Capezio Ballet Prix de la Côte Ouest de la Danse Explosion
- 2005 : 1ère vice- Junior Orange Bowl Écriture Créative de la Concurrence
- 2006 : Les Adolescents De L'Élite Danseuse De La Côte Ouest De La Danse Explosion
- 2006 : L'Adolescent Score Élevé En Solo Et Les Adolescents Danseur De La Ville De New York Dance Alliance
- 2006 : 1ère Place au classement Général Score Élevé Senior Solo & Hall of Fame de la fila Hall of Fame
- 2006 : Mme Adolescent Starquest Starquest
- 2007 : Première Danseuse De La Ville De New York Dance Alliance
- 2007 : Hall of Fame de la fila Hall of Fame
- 2007 : Première Danseuse de l'Année de l'American Dance Awards
- 2008 : Première Danseuse et 1ère au classement Général des Hauts Solo de la Ville de New York Dance Alliance
- 2008 : Nationale Senior Saut VIP Gagnante Sauter
- 2008 : 1ère au classement Général des Hauts Solo Systèmes d'Étoiles
- 2008 : Danseuse de l'année et 1ère au classement Général des Hauts Solo American Dance Awards
- 2008 : 1ère au classement Général des Hauts Solo Starquest
- 2008 : 1ère au classement Général des Hauts Solo Showbiz
- 2008 : 1ère au classement Général des Hauts Solo Hall of Fame
- 2009 : Gagnante de So You Think You Can Dance